# بني ميمون سيدي منصور (أتغاغت)
بني ميمون سيدي منصور هو دُوَّار يقع بجماعة فزوان، إقليم بركان، جهة الشرق في المملكة المغربية. ينتمي الدوّار لمشيخة أتغاغت التي تضم 6 دواوير. يقدر عدد سكانه بـ 115 نسمة حسب الإحصاء الرسمي للسكان والسكنى لسنة 2004.

## روابط خارجية
- البوابة الوطنية للجماعات الترابية نسخة محفوظة 12 مارس 2018 على موقع واي باك مشين.
- المندوبية السامية للتخطيط